# Волпиано
Волпиа̀но (на италиански: Volpiano; на пиемонтски: Volpian, Волпиан) е град и община в Метрополен град Торино, регион Пиемонт, Северна Италия. Разположен е на 219 m надморска височина. Към 1 януари 2020 г. населението на общината е 15 453 души, от които 974 са чуждестранни граждани.